# Mörk trapelia
Mörk trapelia (Trapelia obtegens) är en lavart som först beskrevs av Theodor 'Thore' Magnus Fries, och fick sitt nu gällande namn av Hertel. Mörk trapelia ingår i släktet Trapelia och familjen Trapeliaceae.  Arten är reproducerande i Sverige. Inga underarter finns listade i Catalogue of Life.